# Бог се роди
Пољска пјесма Bóg się rodzi (српски језик Бог се роди) пољски изговор: ) је пољска божићна пјесма (пољска коледа (kolęda)), чији је текст написао Franciszek Karpiński 1792. године. Његова величанствена мелодија (композитор није утврђен) традиционално је позната као крунидбена полонеза пољских краљева још за време владавине Стефана Баторија у 16. вијеку. Пјесму неки сматрају националном божићном химном Пољске, а кратко вријеме се сматрала и државном химном, на примјер пјесник Jan Lechoń. Такође је названа "једном од најомиљенијих пољских божићних пјесама".
Пјесма је први пут објављена у компилацији дјела Карпинског под насловом Пјесме побожности (Pieśni nabożne) 1792. године. Књигу је штампала штампарија монаха базилијана у Супраслу. Међутим, химна је била јавно представљена већ неколико година раније, у Старој базилици у Бјалистоку, пошто је Карпињски живио у палати Браницки у Бјалистоку у периоду од 1785. до 1818. године. Прво представљање пјесме сада је обиљежено таблом која се налази на зиду цркве. Плоча гласи: "У овој цркви су по први пут изведене Пјесме побожности" Franciszek Karpiński. Оригинални назив пјесме је Pieśń o Narodzeniu Pańskim (О Рођењу Божијем или Пјесма о рођењу Господа нашег).

## Структура
Коледа се састоји од пет стихова, сваки стих има осам редова, а сваки ред осам слогова. Химна се може окарактерисати као реторичка таутологија, која је видљива при анализи текста (Бог се роди, сила дрхти: Господ небеса огољен/разоткривен. Огњено стврдњавање/учвршћивање, лучење/сјај тамни, бесконачни/бесконачни има границе/границе). Ове наизглед оксиморонске фигуре говора су намјерно коришћене да би се нагласила важност чуда које се догодило у шупи. Текст пјесме је такође поткрепљен цитатом из Јеванђеља по Јовану (Ријеч претворена у тијело да докаже причу, живела међу нама, рођена од неба). Уз то, Карпињски је убацио патриотску поруку, јер пети стих почиње апелом на бебу Исуса (Подигни руку своју, чедо славе, благослови нашу отаџбину сада и увијек).
„Bóg się rodzi“ је била пјесма на којој је Папа Јован Павле II засновао свој говор током традиционалне размјене божићних честитки 23. децембра 1996. године у Аудиторијуму Павла Другог. Папа је цитирао ријечи химне рекавши: „Пјесник је представио мистерију Оваплоћења Сина Божијег, користећи контрасте да би изразио оно што је суштинско за тајну: преузимајући људску природу, бесконачни Бог је истовремено преузео ограничења створења".
Химну је извело неколико популарних пољских умјетника, укључујући Ана Марију Јопек, Violetta Villas, Michał Bajor, Krzysztof Krawczyk и Eleni Tzoka. Пјевали су је пољски затвореници концентрационог логора Аушвиц; извјештај затвореника по имену Jozef Jedrych, који се чува у збиркама Музеја Аушвица, описује како је „почело пјевање њемачких пјесама, а онда су попут морских таласа дошле моћне ријечи [из пољске пјесме] Бог се роди, силе дрхте.

## У популарној култури
Инструментално извођење ове пјесме је представљено у пакету проширења „Brave New World“ за Civilization V. То је тема пољске цивилизације, коју предводи Казимир III од Пољске.

## Текст
Оригинални текст на пољском језику и превод на енглеском језику.
https://www.tekstowo.pl/piosenka,koleda,bog_sie_rodzi.html